# SOFI (entreprise)
Pour l’article ayant un titre homophone, voir Sophie.
La Société de sonorisation de films - plus couramment appelée Studio SOFI ou SOFI - est une société de doublage française créée en 1964 et disparue en 2009. Spécialisée dans les séries télévisées, elle est l'un des acteurs majeurs du secteur des années 1970 à 2000, ayant réalisé le doublage de plus de 400 séries télévisées live et d'animation (dont de nombreuses séries tokusatsu et anime) ainsi que des films.

## Histoire
La Société de sonorisation de films est fondée par Pierre Salva le 25 septembre 1964, prenant la suite d'une première société créée au lendemain de la Seconde Guerre mondiale. Se spécialisant au fil des années dans le doublage de téléfilms et séries télévisées, elle est au début des années 1990 l'un des principaux intervenants dans la production de films. Son fils, Michel, lui succède. Installé rue Saint-Honoré (1er arrondissement de Paris), le siège social est transféré en 2004 au 10, avenue de Messine (8e), puis rue de Vanves à Boulogne-Billancourt en 2008.
Sur l'année 2007, l'entreprise réalise un chiffre d'affaires de 11 010 000,00 d'euros. Elle est mise en liquidation judiciaire le 31 mars 2009. Un deuxième jugement dans le cas d'une clôture pour insuffisance d'actif est rendu le 10 février 2016 et l'entreprise définitivement radiée,.
Au cours de son existence, la société a vu défiler une large palette de comédiens spécialisés dans le doublage dont Philippe Ariotti, Michel Bedetti, Érik Colin, William Coryn, Henri Courseaux, Sébastien Desjours, Paolo Domingo, Hervé Grull, Fily Keita, Jean-François Kopf, Brigitte Lecordier, Éric Legrand, Christophe Lemoine, Mark Lesser, Michèle Lituac, Céline Monsarrat, Antoine Nouel, Philippe Ogouz, Dorothée Pousséo, Michel Prud'homme, Donald Reignoux, Hervé Rey, Annabelle Roux, Maurice Sarfati, Gérard Surugue, Alexis Tomassian et Fabrice Trojani.

## Critiques
Une partie de la presse spécialisée et du public général fustigent la qualité jugée médiocre des doublages et des adaptations ,. Les séries d'animation japonaises telles que One Piece, Hokuto no Ken, Digimon Adventure, Dragon Ball Z, et City  Hunter  ont été la cible de vives critiques.
Dans son ouvrage, 10 ans de Friends, Franck Beulé reconnait, en ce qui concerne la série Friends, que « les adaptations ne sont pas toujours à la hauteur des dialogues originaux. »
Des comédiens qui ont été employés par la société, comme Éric Legrand, ont témoigné des conditions difficiles de travail, et notamment du « travail à la chaîne » dans les studios. Un autre témoignage évoque le travail « à la volée » sur le doublage des Saint Seiya: les comédiens découvraient le texte en arrivant au studio et devaient le lire sur-le-champ ; on ne faisait de reprises qu'en cas d'erreur de compréhension ou synchronisation.
La concurrence entre sociétés de doublage incite à rogner sur les salaires, y compris en coupant une partie du texte ou en le remplaçant par des onomatopées. En 2003, un différend financier oppose la SOFI à plusieurs des comédiens doublant les rôles principaux de Friends, qui souhaitent une revalorisation des salaires : la société double deux épisodes par jour, ce qui rapporte au comédien 200 à 300 euros par jour selon la longueur de son texte ; en l'absence d'accord, la SOFI et les distributeurs (AB Productions, France 2) choisissent de remplacer des comédiens pour la saison 9.

## Doublages

### Cinéma

#### Films
- 1984 : L'Aventure des Ewoks de John Korty (redoublage de 2005)
- 1985 : La Bataille d'Endor de Ken et Jim Wheat (redoublage de 2005)
- 1987 : Les Douze Salopards : Mission Suicide de Lee H. Katzin
- 1988 : Les Douze Salopards : Mission fatale de Lee H. Katzin
- 1991 : Robin des Bois, prince des voleurs de Kevin Reynolds (version longue de 2003)
- 1997 : Last Stand at Saber River de Dick Lowry
- 1999 : CSS Hunley, le premier sous-marin de John Gray
- 2000 : Sous les yeux d'un intrus de Doug Campbell
- 2001 : Une famille meurtrie de Arvin Brown
- 2001 : Danger à domicile de Paul Lynch
- 2003 : Sans frontière de Martin Campbell

#### Films d'animation et OAV
- 1956 : Douze Mois
- 1956 : Le vilain petit canard
- 1959 : Pinocchio et la Clé d'or (redoublage)
- 1973 : Captif en mer
- 1975 : Le Petit Cheval bossu (troisième doublage)
- 1975 : Le petit Phoque blanc
- 1975 : Le Dernier des Mohicans
- 1975 : L'Île Mystérieuse
- 1977 : Le dernier pétale
- 1977 : 5 semaines en ballon
- 1978 : Prince Noir
- 1979 : Le Château de Cagliostro (premier doublage, 1983)
- 1979 : De la terre à la lune
- 1979 : Le premier noël de Casper
- 1980 : Douze Mois
- 1981 : 20.000 lieues sous les mers
- 1981 : Le Lac des cygnes
- 1981 : Le Mystère de la troisième planète
- 1982 : Albator 84, le film
- 1982 : Le Vol du dragon
- 1982 : Oliver Twist
- 1982 : Un conte de Noël
- 1983 : David Copperfield
- 1983 : Les Grandes Espérances
- 1983 : Une étude en rouge
- 1983 : Les Signe des Quatre
- 1983 : La Vallée de la peur
- 1983 : Le Chien des Baskerville
- 1984 : Le Magasin D'antiquités
- 1984 : Le Conte des deux Cités
- 1984 : Le prince, le cygne et le Tsar Saltan
- 1984 : La Marmite de Porridge
- 1985 : Les Bisounours, le film
- 1985 : 20 000 Lieues sous les mers
- 1985 : L'Homme au masque de fer
- 1985 : Les Aventures de monsieur Pickwick
- 1985 : Nicholas Nickleby
- 1985 : Les Maîtres de l'univers : Le Secret de l'épée
- 1985-1986 : films Olive et Tom
- 1986-1989 : films Dragon Ball
- 1986 : Ken le Survivant, le film
- 1986 : Les Trois Mousquetaires
- 1986 : Ivanhoe (1er doublage)
- 1987 : Cristal Triangle
- 1987 : La Cité interdite (premier doublage, 1991)
- 1987 : Les Aventures d'Oliver Twist
- 1987 : Le Noël des Muppets
- 1987-1989 : films Les Chevaliers du Zodiaque (1-4)
- 1988 : La Tulipe Noire
- 1989 : Les Frères Corses
- 1989-1995 : films Dragon Ball Z (1-13)
- 1990 : Tistou les pouces verts
- 1990-1991 : téléfilms Dragon Ball Z
- 1991-1992 : films Ranma ½ (1-2)
- 1992 : Les Aventures de Christophe Colomb
- 1993 : Sailor Moon, le film
- 1996 : City Hunter : Services secrets (OAV)
- 1996 : Du vent dans les saules
- 1997 : Dragon Ball GT : Cent ans après
- 1997 : Les saules en hiver
- 1997-1998 : Gundam Wing: Endless Waltz (OAV)
- 1998 : Hercule et Xena : La Bataille du mont Olympe
- 1999 : Mon beau sapin
- 1999 : Alvin et les Chipmunks contre Frankenstein
- 2000 : Alvin et les Chipmunks contre le loup-garou
- 2001 : Digimon, le film
- 2002 : Balto 2 : La Quête du loup
- 2002 : Barbie, princesse Raiponce
- 2002 : Le Noël des neuf chiens
- 2002 : Lost in the Snow
- 2004 : Balto 3 : Sur l'aile du vent
- 2005 : Heidi
- 2006 : Charlotte aux Fraises : Le Jardin des Rêves
- 2006 : Barbie au bal des douze princesses
- 2008 : Barbie et la Magie de Noël
- 2009 : Pénélope tête en l'air

### Télévision

#### Séries télévisées
- 1967 : Le Fantôme de l'Île au moine (redoublage, 1994)
- 1972-1974 : MASH
- 1974-1983 : La Petite Maison dans la prairie
- 1975-1979 : Starsky et Hutch
- 1976-1981 : Le Muppet Show (1re doublage)
- 1976-1981 : Drôles de dames
- 1977-1978 : Le Petit Vic
- 1977-1981 : Huit, ça suffit !
- 1977-1981 : Soap
- 1977-1984 : L'Île fantastique
- 1978-? : Soko brigade des stups
- 1978-1981 : Dallas
- 1978-1981 : Vegas
- 1978-1986 : Arnold et Willy
- 1979 : Huckleberry Finn et Tom Sawyer
- 1979-1984 : Drôle de vie (saisons 1-5)
- 1979-1993 : Côte Ouest
- 1981-? : Un cas pour deux (saisons 1 à 24)
- 1981-? : Barrières
- 1981-1987 : Allô Nelly bobo
- 1981-1989 : Dynastie
- 1982-1983 : X-Or
- 1982-1987 : Ricky ou la Belle Vie
- 1983-1984 : Sharivan
- 1984-1985 : Capitaine Sheider
- 1984-1990 : Charles s'en charge
- 1984-1992 : Madame est servie
- 1984-1993 : Santa Barbara
- 1985 : Tonnerre mécanique
- 1985-1989 : Equalizer
- 1985-1989 : Petite Merveille
- 1987-? : Metalder
- 1987-1995 : La Fête à la maison
- 1987-2000 : Inspecteur Morse
- 1987-2006 : Amour, Gloire et Beauté
- 1988-2002 : La Brigade du courage
- 1989-1993 : Corky, un adolescent pas comme les autres
- 1989-1998 : La Vie de famille
- 1989-1996 : Les Contes de la crypte
- 1990 : Winspector (épisodes 1-42)
- 1990-1991 : Fiveman (épisodes 1-23)
- 1990-1991 : Twin Peaks
- 1990-1993 : Parker Lewis ne perd jamais
- 1990-1996 : Le Prince de Bel-Air
- 1990-1998 : Murphy Brown (saisons 3-10)
- 1990-1998 : Seinfeld
- 1990-2000 : Beverly Hills 90210
- 1991-1992 : Ici bébé (saison 2 uniquement)
- 1991-1992 : Jetman (épisodes 1-28)
- 1991-1992 : Marshall et Simon
- 1991-1993 : Harry et les Henderson
- 1991-1996 : Les Sœurs Reed
- 1991-1998 : Notre belle famille
- 1992-1996 : Un drôle de shérif
- 1992-1997 : Martin
- 1992-1999 : Dingue de toi
- 1992-1999 : Melrose Place
- 1993-1994 : Mystères à Santa Rita
- 1993-1997 : Agence Acapulco
- 1993-1998 : Une maman formidable
- 1993-2004 : Frasier
- 1993-2005 : New York Police Blues
- 1993-2010 : séries Power Rangers
- 1993-1994 : Mystères à Santa Rita
- 1994-1996 : VR Troopers
- 1994-1998 : Cadfael
- 1994-1998 : Les Incroyables Pouvoirs d'Alex
- 1994-1998 : Océane
- 1994-1999 : Sister, Sister
- 1994-2004 : Friends
- 1994-2004 : Rex, chien flic (saisons 1-11)
- 1994-2008 : En quête de preuves
- 1995 : University Hospital
- 1995-1996 : Drôle de chance
- 1995-1996 : Masked Rider
- 1995-1996 : Ménage à trois
- 1995-1996 : Presque parfaite
- 1995-1997 : Les Maîtres des sortilèges
- 1995-1997 : Ned et Stacey
- 1995-1997 : Wishbone, quel cabot !
- 1995-1998 : Une fille à scandales
- 1995-1999 : Bugs
- 1995-1999 : Hercule
- 1995-1999 : Les Frères Wayans
- 1995-1999 : Infos FM
- 1995-2001 : Xena, la guerrière
- 1995-2004 : Le Drew Carey Show
- 1995-2005 : JAG
- 1996 : Couleur Pacifique
- 1996 : Profit
- 1996 : Troisième planète après le Soleil (saison 1)
- 1996-1997 : Dark Skies : L'Impossible Vérité
- 1996-1997 : Haute Tension
- 1996-1997 : Savannah
- 1996-1997 : Two
- 1996-1998 : Beetleborgs
- 1996-1998 : FX, effets spéciaux
- 1996-1998 : Le génie et la Chipie
- 1996-1999 : Poltergeist : Les Aventuriers du surnaturel
- 1996-1999 : The Sentinel
- 1996-2000 : Kenan et Kel
- 1996-2000 : Pacific Blue
- 1996-2000 : Susan
- 1996-2001 : Brigade des mers
- 1996-2001 : Moesha
- 1996-2002 : Spin City
- 1996-2002 : Steve Harvey Show
- 1996-2003 : Sabrina, l'apprentie sorcière
- 1996-2005 : Tout le monde aime Raymond
- 1996-2007 : Sept à la maison
- 1997 : Brentwood
- 1997 : Meego
- 1997 : Jeux d'espions
- 1997-? : Inspecteur Barnaby (saisons 1 à 12 uniquement)
- 1997-1998 : Police Academy
- 1997-1998 : Tortues Ninja : La Nouvelle Génération
- 1997-1998 : Fame L.A.
- 1997-1999 : Les Nouvelles Aventures de Robin des Bois
- 1997-1999 : Spécial OPS Force
- 1997-1999 : Sunset Beach
- 1997-1999 : Viper (saisons 3 et 4)
- 1997-2000 : Les Dessous de Veronica
- 1997-2001 : Nikita
- 1997-2002 : Dharma et Greg
- 1997-2003 : Oz
- 1997-2003 : Voilà !
- 1997-2007 : L'Équipe de rêve
- 1997-2007 : Stargate SG-1
- 1998 : ADN, menace immédiate
- 1998 : L'Irrésistible Jack
- 1998 : Trois hommes sur le green
- 1998-1999 : Hyperion Bay
- 1998-1999 : La croisière s'amuse, nouvelle vague
- 1998-1999 : Le Damné
- 1998-1999 : Les jumelles s'en mêlent
- 1998-1999 : Maggie Winters
- 1998-1999 : Un frère sur les bras
- 1998-1999 : Les Chevaliers de Tir Na Nog (épisodes 1-23)
- 1998-2000 : Jesse
- 1998-2001 : Un toit pour trois
- 1998-2002 : Pour le meilleur... ?
- 1998-2004 : Becker
- 1998-2004 : Stingers : Unité secrète
- 1998-2006 : Charmed
- 1998-2008 : Les Destins du cœur
- 1999 : Père malgré tout
- 1999 : Premiers secours
- 1999-2000 : Freaks and Geeks
- 1999-2000 : Merci les filles
- 1999-2000 : Un agent très secret
- 1999-2000 : Les Nouvelles Aventures de Flipper le dauphin (saison 4)
- 1999-2001 : Jack and Jill
- 1999-2001 : Norm
- 1999-2002 : S Club 7
- 1999-2002 : La Double Vie d'Eddie McDowd
- 1999-2004 : Les Parker
- 1999-2005 : New York 911
- 1999-2006 : Les Condamnées
- 1999-2007 : Les Soprano
- 1999-2009 : New York, unité spéciale (saisons 1-10 uniquement)
- 2000 : Code Eternity
- 2000 : Cœurs rebelles
- 2000 : Manhattan, AZ
- 2000 : Titans
- 2000 : The Michael Richards Show
- 2000 : The War Next Door
- 2000 : Unité 9
- 2000-2001 : Enquêtes à la une
- 2000-2001 : La Loi du fugitif
- 2000-2001 : Un si beau monde
- 2000-2002 : Caitlin Montana
- 2000-2002 : Nikki
- 2000-2002 : Resurrection Blvd.
- 2000-2002 : Titus
- 2000-2003 : La Guerre des Stevens (ou Drôle de frère)
- 2000-2005 : Andromeda
- 2000-2005 : New York 911 (saisons 2-6)
- 2000-2005 : Queer as Folk
- 2000-2008 : Urgences (saisons 7-15)
- 2001 : Bob et Rose
- 2001 : Pasadena
- 2001 : Temps mort
- 2001-? : Degrassi : La Nouvelle Génération (saisons 1-7)
- 2001-? : Messiah (saisons 1-4)
- 2001-2002 : C'est pas ma faute !
- 2001-2002 : Sexe et Dépendances
- 2001-2002 : Special Unit 2
- 2001-2002 : Totalement jumelles
- 2001-2002 : Witchblade
- 2001-2003 : En immersion
- 2001-2004 : Division d'élite
- 2001-2004 : Lizzie McGuire
- 2001-2009 : New York, section criminelle (saisons 1-8 uniquement)
- 2001-2009 : Grand Galop
- 2001-2009 : Les Frères Scott (saisons 1-9)
- 2001-2009 : Nip/Tuck (saisons 1-6)
- 2002 : Édition spéciale
- 2002 : Guenièvre Jones
- 2002-2003 : Do Over : Retour vers le passé
- 2002-2003 : Hôpital San Francisco
- 2002-2004 : Good Morning, Miami
- 2002-2005 : Duo de maîtres
- 2002-2005 : Tracy Beaker
- 2002-2006 : Ce que j'aime chez toi
- 2002-2006 : Half and Half
- 2002-2007 : Dead Zone
- 2002-2009 : FBI : Portés disparus (excepté quelques épisodes de la saison 7)
- 2003 : Jane et Tarzan
- 2003 : Tremors
- 2003-2004 : C'est moi qu'elle aime
- 2003-2004 : La Famille en folie
- 2003-2004 : Moi et ma belle-famille
- 2003-2004 : Shérifs à Los Angeles
- 2003-2005 : Secrets de filles
- 2003-2006 : Roméo !
- 2003-2008 : Mon oncle Charlie (saisons 1-6 uniquement)
- 2003-2009 : Les Frères Scott (saisons 1 à 6 uniquement)
- 2003-2008 : Nip/Tuck (saisons 1 à 5 (1re partie))
- 2004-2005 : Ash et Scribbs
- 2004-2005 : La Famille Carver
- 2004-2005 : Les Quintuplés
- 2004-2005 : Summerland
- 2004-2006 : Darcy
- 2004-2006 : Joey
- 2004-2006 : Mes adorables voisins
- 2004-2006 : Murder City
- 2004-2007 : Veronica Mars (saisons 1-3)
- 2004-2010 : NCIS : Enquêtes spéciales (saisons 1-6 uniquement)
- 2005 : Réunion : Destins brisés
- 2005 : Wanted
- 2005-2006 : DOS : Division des opérations spéciales
- 2005-2006 : Twins
- 2005-2007 : La Guerre à la maison
- 2005-2007 : Minuit, le soir
- 2005-2008 : How I Met Your Mother (saisons 1-3)
- 2005-2008 : South of Nowhere
- 2005-2008 : The Closer : L.A. enquêtes prioritaires (saisons 1-4)
- 2005-2009 : Supernatural (saisons 1-4)
- 2006 : Alex Rose
- 2006 : Dossier Smith
- 2006 : Eleventh Hour
- 2006 : Fugitifs : Police spéciale
- 2006 : Justice
- 2006 : Koppels
- 2006-? : Le Rêve de Diana (saisons 1-2)
- 2006-2007 : La Classe
- 2006-2008 : Sacré Charlie (saisons 1 et 2)
- 2006-2008 : Men in Trees : Leçons de séduction
- 2006-2008 : Shark
- 2006-2009 : Génial Génie
- 2006-2009 : Hotel Babylon
- 2006-2009 : Les Hauts et les Bas de Sophie Paquin
- 2007 : Kill Point : Dans la ligne de mire
- 2007 : Cane : La Vendetta
- 2007-? : La Petite Mosquée dans la prairie
- 2007-2008 : Les Mystères romains
- 2007-2009 : Mad Men (saisons 1 et 2)
- 2007-2010 : Buzz Mag
- 2008 : 90210 Beverly Hills : Nouvelle Génération (4 premiers épisodes uniquement)
- 2008 : Bonekickers : Les Mystères de l'histoire
- 2008 : Honest : Braqueurs de père en fils
- 2008 : Les Enquêtes de Murdoch (saison 1 uniquement)
- 2008 : The Border (saison 1 uniquement)
- 2008 : The Palace
- 2008-2009 : The Guard : Police maritime (épisodes 1-8)

#### Séries d'animation
- 1938-1939 : Pim Pam Poum
- 1939-1954 : Barney Bear
- 1940-1958, 1961-1962 : Tom et Jerry (1re doublage)
- 1946-1966 : Heckle et Jeckle
- 1950-1959 : Casper et ses amis
- 1957 : Spike et Tyke
- 1959-1964 : Rocky et Bullwinkle
- 1960-1962 : Popeye (3e doublage)
- 1965-1967 : Le Roi Léo (deuxième doublage)
- 1967-1968 : Georges de la jungle
- 1967-1968 : Princesse Saphir (2e doublage 1989, épisodes 1 à 13)
- 1969 : Judo Boy
- 1969-1970 : Robert est dans la Bouteille
- 1969-1970 : Pattaclop Pénélope
- 1969-1970 : Scooby-Doo
- 1970 : Le Croque-monstres Show
- 1970-1971 : Mahō no Mako-chan
- 1970-1971 : Les Harlem Globetrotters
- 1971 : Nathalie et ses amis
- 1972 : Chappy
- 1972 : Pinocchio
- 1972-1973 : Lassie
- 1973 : Mini Mini détective
- 1973-1974 : Cherry Miel
- 1974-1975 : Calimero et Priscilla
- 1975 : Waldo Kitty
- 1976 : Mumbly
- 1976-1977 : Clue Club
- 1976-1978 : Scoubidou Show
- 1977 : Grand Prix
- 1977 : Bouba (1er doublage 1981)
- 1977 : Les Robonics
- 1977-1978 : Laff-A-Lympics
- 1977-1980 : Edgar le détective cambrioleur (épisodes 1-52)
- 1978 : Conan, le fils du futur
- 1978-1979 : Capitaine Flam
- 1978-1979 : Marc et Marie
- 1978-1981 : Galaxy Express 999 (épisodes 1-39)
- 1978-1981 : Tout doux Dinky
- 1979 : Isabelle de Paris
- 1979 : Gordian
- 1979-1980 : Lady Oscar
- 1979-1980 : Scooby-Doo et Scrappy-Doo
- 1979-1980 : Sport Billy
- 1980 : Tom Sawyer
- 1980 : Don Quichotte
- 1980 : Lutinette et Lutinou
- 1980 : L'Oiseau bleu
- 1980 : Rody le petit Cid
- 1980-1982 : Paul le pêcheur
- 1981 : Onze pour une Coupe
- 1981 : Les Trolldings
- 1981-1993 : Le Tour du monde en quatre-vingts jours
- 1981-1990 : Les Trois Mousquetaires
- 1981-1986 : Dr Slump (épisodes 1-53)
- 1981-1986 : Lamu (épisodes 1-160)
- 1981-1987 : Les Schtroumpfs
- 1981 : Les Quatre Filles du docteur March
- 1981 : Kwicky Koala
- 1981 : Les Trolldings
- 1981 : Goldie
- 1982 : Karine, l'aventure du Nouveau Monde
- 1982 : L'Empire des Cinq
- 1982-1983 : Albator 84
- 1982-1983 : Cobra
- 1982-1983 : La Petite Olympe et les Dieux
- 1982-1984 : Mes Tendres Années
- 1983 : Super Durand
- 1983 : Monchhichis
- 1983 : Les Poupies
- 1983-1986 : Muscleman (épisodes 1-103)
- 1983-1987 : Alvin et les Chipmunks (saisons 1-5)
- 1983-1984 : Mystérieusement vôtre, signé Scoubidou
- 1983-1984 : Madame Pepperpote
- 1983-1984 : Les Maîtres de l'Univers
- 1983-1984 : Le Sourire du dragon
- 1983-1985 : Mister T.
- 1983-1988 : Les Bisounours
- 1984 : Les Koalous
- 1984-1985 : Sherlock Holmes
- 1984-1985 : Gu Gu Ganmo
- 1984-1985 : La Panthère rose et fils
- 1984-1985 : À Plein Gaz
- 1984-1985 : Kidd Video
- 1984-1985 : Turbolide
- 1984-1987 : Ken le Survivant (épisodes 1-88)
- 1984-1989 : Les Snorky
- 1984-2009 : Thomas et ses amis
- 1985 : Dan et Danny
- 1985 : Les Treize Fantômes de Scooby-Doo
- 1985 : Alpen Rose
- 1985 : Bouton d'or
- 1985 : Dancougar
- 1985-1986 : Galtar et la Lance d'or
- 1985-1986 : She-Ra, la princesse du pouvoir
- 1985-1986 : Bibifoc
- 1985-1986 : Tobikage
- 1985-1986 : Les Patapoufpoufs
- 1985-1987 : Le Collège fou, fou, fou
- 1985-1987 : Clémentine (épisodes 1-26)
- 1985-1988 : Jem et les Hologrammes
- 1986 : SilverHawks
- 1986 : Ghostbusters
- 1986 : Pollyanna
- 1986-1987 : Défenseurs de la Terre
- 1986-1987 : Les Petits Malins
- 1986-1987 : Les Pitous
- 1986-1988 : Foofur
- 1986-1989 : Dragon Ball
- 1986-1989 : Les Chevaliers du Zodiaque
- 1986-1991 : SOS Fantômes
- 1987 : Popeye, Olive et Mimosa
- 1987 : Archie Classe
- 1987 : Maxie
- 1987 : Les Dinos de l'espace
- 1987 : Les Visionnaires
- 1987 : Hello Kitty
- 1987 : Du Côté de chez Alf
- 1987-? : Tortues Ninja (épisodes 1-106)
- 1987-1991 : Nicky Larson
- 1987-1988 : Max et Compagnie
- 1987-1988 : Sab Rider
- 1987-1988 : Bravestarr
- 1987-1989 : Le Prince Hercule (13 en France)
- 1988 : Borgman
- 1988 : Molierissimo
- 1988 : Cours, Annie Cours
- 1988-1989 : COPS
- 1988-1989 : Cubitus
- 1988-1989 : Caroline
- 1988-1989 : Les Samouraïs de l'éternel
- 1988-1991 : Scooby-Doo : Agence Toutou Risques (saison 1)
- 1989 : Bobobobs
- 1989-1990 : Erika
- 1989-1990 : Super Mario Bros.
- 1989-1990 : Le Livre de la jungle
- 1989-1990 : Shurato
- 1989-1990 : Patlabor
- 1989-1991 : Babar
- 1989-1992 : Ranma ½
- 1989-1992 : Camp Candy
- 1989-1996 : Dragon Ball Z
- 1990 : Barnyard commandos
- 1990 : Papa longues jambes
- 1990 : Marianne 1ère
- 1990-1991 : Nadia, le secret de l'eau bleue
- 1990-1991 : Pygmalion
- 1990-1991 : Samouraï Pizza Cats
- 1990-1991 : Robin de Bois
- 1990-1992 : Sophie et Virginie
- 1990-1993 : Tom et Jerry Kids Show
- 1990-1998 : Le Monde de Bobby
- 1991-1992 : Les Jumeaux du bout du monde
- 1991-1992 : Trois petits fantômes
- 1991-1992 : Wish Kid
- 1991-1992 : L'École des champions
- 1991-1992 : Très cher frère...(épisodes 1-20)
- 1991-1993 : La Légende de Prince Vaillant
- 1991-1995 : Æon Flux
- 1991-1996 : Ren et Stimpy
- 1991-2004 : Les Razmoket
- 1991 : James Bond Junior
- 1991 : Les Enfants du capitaine Trapp
- 1991 : Cupido
- 1991 : Reporter Blues
- 1992 : Les Nouveaux voyages de Gulliver
- 1992 : Les Aventures de T-Rex
- 1992 : Teknoman
- 1992-1993 : Calimero et ses amis
- 1992-1993 : Le Roi Arthur et les Chevaliers de Justice
- 1992-1993 : Les Aventures de Carlos
- 1992-1993 : Les Misérables
- 1992-1993 : Les Cow-Boys de Moo Mesa
- 1992-1993 : La Famille Addams
- 1992-1993 : Conan l'Aventurier
- 1992-1994 : Un garçon formidable
- 1992-1994 : Oui-Oui du Pays des jouets
- 1992-1997 : Eek le chat
- 1992-1997 : Sailor Moon
- 1992-1997 : X-Men
- 1993 : Corentin
- 1993-1994 : Junior le terrible
- 1993-1994 : Double Dragon
- 1993-1994 : Le Maître des Bots
- 1993-1996 : Rocko's Modern Life
- 1993-1995 : La Panthère rose
- 1993-1996 : Les Motards de l'espace
- 1994 : Tico et ses amis
- 1994-1995 : Montana Jones
- 1994-1995 : Les Enfants du Mondial
- 1994-1996 : Iron Man: The Animated Series
- 1994-1996 : Les Quatre Fantastiques
- 1994-1996 : Super Zéro
- 1994-1996 : Creepy Crawlers
- 1994-1998 : Maxi Louie
- 1994-1998 : Spider-Man, l'homme-araignée
- 1994-2001 : Reboot
- 1994 : Albert le cinquième mousquetaire
- 1994 : Davy Crockett
- 1995-1996 : Gundam Wing
- 1995-1997 : Les Histoires farfelues de Félix le Chat
- 1995-2000 : Ace Ventura
- 1995-2000 : Happily Ever After : Fairy Tales for Every Child
- 1995-2008 : Les Simpson (saisons 7-19)
- 1995 : Robinson Sucroë
- 1995 : 20 000 Lieues dans l'espace
- 1995 : Rock amis
- 1996 : Urmel
- 1996-1997 : Dragon Ball GT
- 1996-1997 : Équipières de choc
- 1996-1997 : L'Incroyable Hulk
- 1996-1997 : Les Nouvelles Aventures d'Oliver Twist
- 1996-1997 : Iznogoud
- 1996-1997 : La Légende de Zorro
- 1996-1997 : Les Rangers de l'espace
- 1996-1998 : B't X
- 1996-1998 : Les Graffitos
- 1996-1998 : Les Aventures de Sinbad
- 1996-1999 : Kangoo
- 1996-1999: Le Show des Végétaloufs !
- 1996-1999 : Les Babalous
- 1996 : C Bear et Jamal
- 1996 : Les Kikekoi
- 1996 : Wild C.A.T.S : Le Commando Galactique
- 1997 : Achille Talon
- 1997 : L'Île de Noé
- 1997-1998 : Princesse Sissi
- 1997-1999 : Bêtes à craquer
- 1997-2001 : Les Castors allumés
- 1997-2006 : Bibi, nom d'une sorcière (saisons 1-2)
- 1998 : Les Aventures de Skippy
- 1998 : Jim Bouton
- 1998 : Patrouille 03
- 1998 : Silver Surfer
- 1998-1999 : Carnaby Street
- 1998-1999 : Souris des villes, souris des champs
- 1998-1999 : Mad Jack le pirate
- 1998-1999 : Jerry et ses copains
- 1998-1999 : Flint le détective
- 1998-2000 : SOS Croco
- 1998-2002 : Michat-Michien
- 1999 : Diabolik, sur les traces de la panthère
- 1999 : Ripley : Les Aventuriers de l'étrange
- 1999 : Triple Z
- 1999-2000 : Monster Rancher
- 1999-2000 : One Piece (premier doublage, quelques épisodes seulement)
- 1999-2000 : Avengers
- 1999-2000 : Digimon
- 1999-2001 : Les Nouvelles Aventures de Spider-Man
- 1999-2002 : Tweenies
- 1999-2004 : Ciné-Maniac
- 1999-2005 : Bob le bricoleur
- 1999-2005 : Les Griffin
- 1999-2010 : Bob l'éponge (saisons 1-6)
- 2000-2006 : Ginger
- 2000-2004 : Magical DoReMi
- 2000-2003 : Futurama (saisons 1-3)
- 2000-2001 : Digimon Adventure 02
- 2000-2001 : Vandread
- 2000 : Shinzo
- 2000 : Chris Colorado
- 2000 : Wounchpounch
- 2001-2002 : Olive et Tom : Le Retour
- 2001-2007 : Cool Attitude
- 2001-2002 : Digimon Tamers
- 2002-2003 : Kangoo Juniors
- 2002-2003 : Transformers Armada
- 2002-2003 : Benjamin l'éléphant (saisons 2 à 3)
- 2002-2003 : PorCité
- 2002-2003 : Les plus beaux contes d'Andersen
- 2002-2006 : Angelina Ballerina
- 2003 : Chocotte minute
- 2003-2008 : Charlotte aux fraises
- 2003-2005 : Sonic X
- 2003-2005 : Transformers Energon
- 2003-2006 : Les Sauvetout
- 2003-2007 : Piggly et ses amis
- 2003-2007 : Jenny Robot
- 2003-2008 : Razbitume !
- 2003-2008 : Tutenstein
- 2004 : Game Over
- 2004 : Les Aventures de Blinky Bill (saison 3)
- 2004 : Ragnarök the Animation
- 2004-2005 : Battle B-Daman
- 2004-2007 : Drawn Together
- 2004-2007 : Danny Fantôme
- 2004-2008 : Pierre Martin le facteur
- 2004-2008 : Le Monde de Todd
- 2004-2009 : Tous en selle avec Bibi et Tina
- 2005 : Transformers: Cybertron
- 2005 : Faireez
- 2005-2007 : Chadébloc
- 2005-2007 : Pocoyo (saisons 1-2)
- 2005-2008 : Legend of the Dragon
- 2006-2008 : Rupert L'Ours
- 2006-2008 : Horseland : Bienvenue au ranch !
- 2006-2008 : Finley, le camion de pompier
- 2006-2009 : Fifi et ses floramis
- 2006-2009 : Les Wonder Choux
- 2007 : Iggy Arbuckle
- 2007-2008 : El Tigre : Les Aventures de Manny Riviera
- 2007-2009 : Tak et le Pouvoir de Juju
- 2008-2009 : Eliot Kid (saison 1)
- 2010 : Chuggington (premiers épisodes)
- 2010 : Super Bizz ! (premiers épisodes)